# Helianthemum canum
Helianthemum canum är en solvändeväxtart. Helianthemum canum ingår i släktet solvändor, och familjen solvändeväxter.

## Underarter
Arten delas in i följande underarter:
- H. c. baschkirorum
- H. c. cantabricum
- H. c. canum
- H. c. ciscaucasicum
- H. c. estevei
- H. c. incanum
- H. c. rothmaleri
- H. c. urrielense

## Bildgalleri

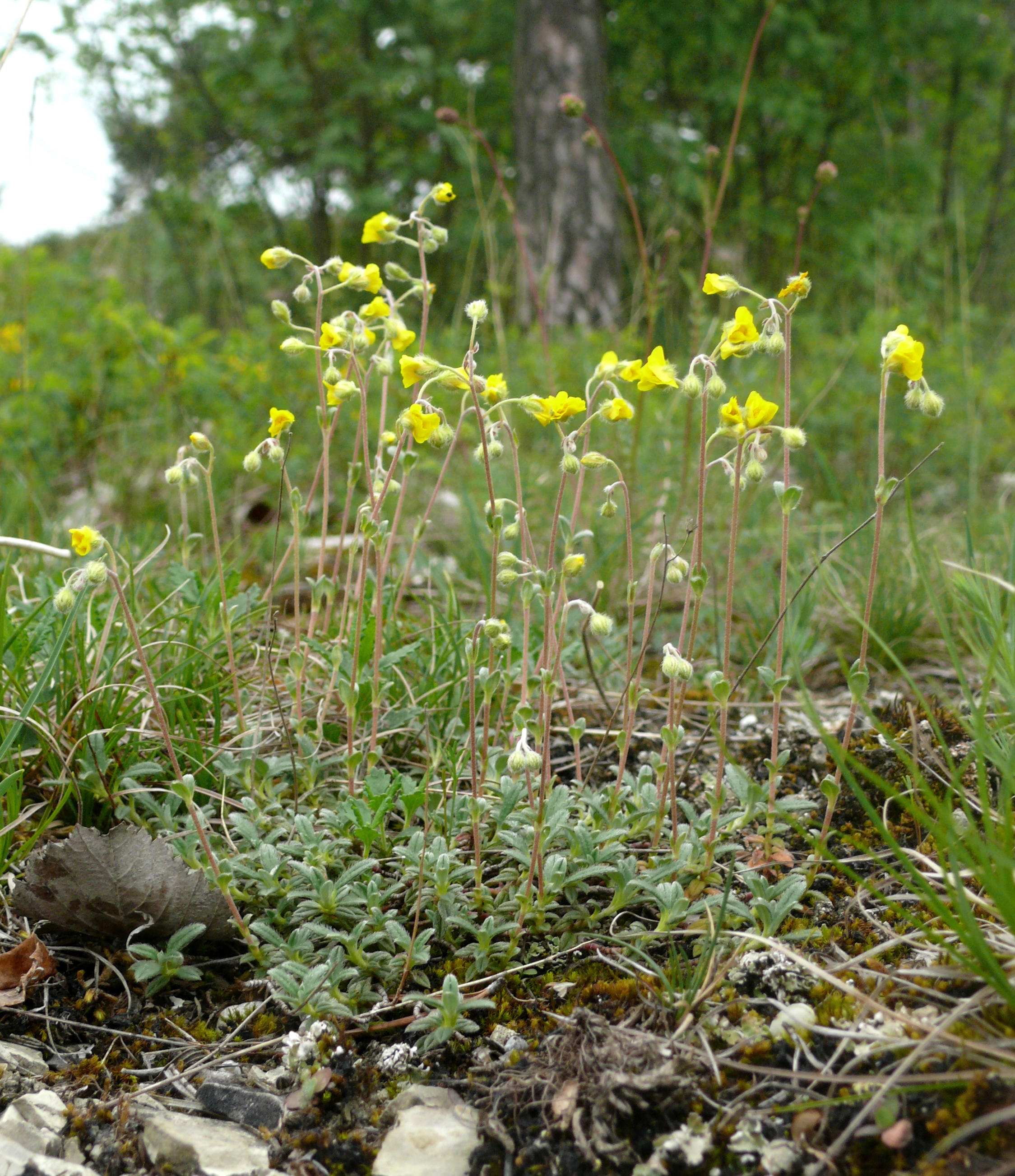
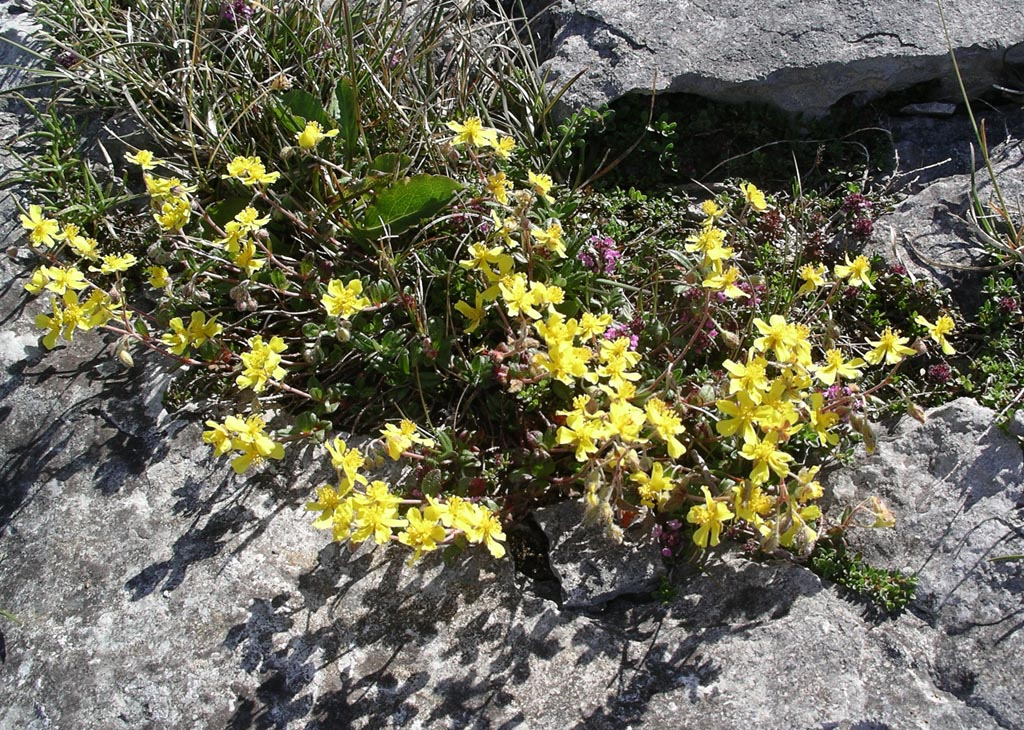